# 雅典娜普羅馬科斯像

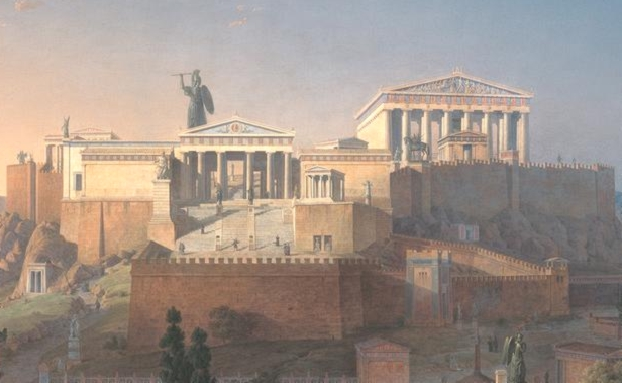
莱奥·冯·克伦策在1846年繪製的雅典衛城想像圖，可在圖中後方看見雅典娜普羅馬科斯像

雅典娜普羅馬科斯像（Ἀθηνᾶ Πρόμαχος，意為「戰鬥在前線的雅典娜」）是雅典的一座巨型銅製雕像，由菲迪亞斯製作。這座雕像位於雅典衛城的山門和帕德嫩神廟之間。雅典娜是雅典的守護神，也是智慧女神和女戰神。菲迪亞斯也是雅典衛城內另外兩座雅典娜巨像—帕德嫩神廟內的雅典娜·帕德嫩（克里斯里凡亭雕像），以及勒姆尼亞的雅典娜的作者。
在4世紀初期的銘文上，「雅典娜普羅馬科斯像」這一名稱並未出現。保薩尼亞斯將這座雕像稱為「雅典娜大銅像」。

## 歷史
雅典娜普羅馬科斯像是最初有文獻記錄的菲迪亞斯作品之一，也是雅典的著名地標。據希臘旅行家和地理學家保薩尼亞斯的記載，任何從阿提卡前往雅典的人均能看到雅典娜普羅馬科斯像的頭盔頂部和矛尖。雕像最初位於厄瑞克忒翁神廟和山門之間。

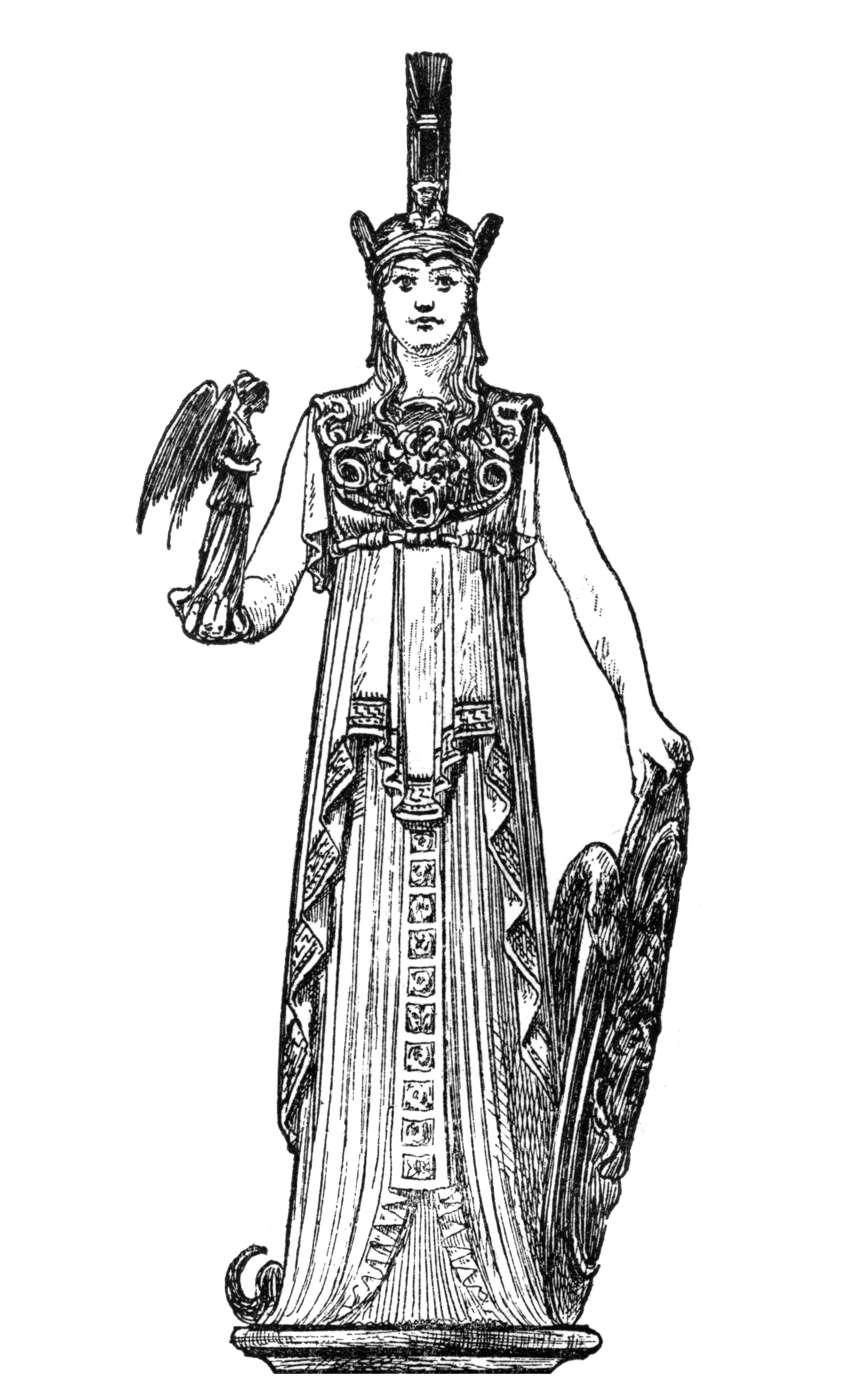
雅典娜·帕德嫩是和雅典娜普羅馬科斯像類似的雕像

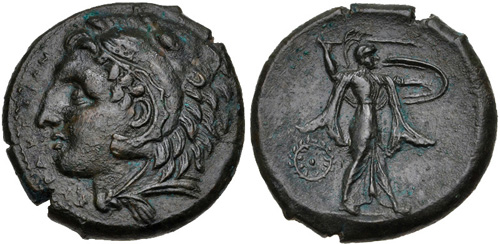
刻有雕像的希臘硬幣

雅典娜普羅馬科斯像修建於西元前456年前後，其修建目的是可能是為了紀念馬拉松戰役，亦可能為紀念希波戰爭。修建耗時將近9年。據希臘拜占庭歷史學家尼基塔斯·霍尼亞提斯的記載，雅典娜普羅馬科斯像高約30英尺（9.1）。 人們曾長期爭論雅典娜普羅馬科斯像是否曾實際存在，但由於羅馬硬幣上亦有出現該雕像，現在大多數學者都同意其的確存在。
雅典娜普羅馬科斯像完全由青銅製作，在古代又被稱為「雅典娜銅像」和「大雅典娜銅像」。「普羅馬科斯」意為「戰鬥在前線」，最初並未用作雕像名，而是在後來才出現，以被教宗佐西使用而著稱。
雅典娜普羅馬科斯像在雅典豎立了大約1000年，但在465年之後被運到東羅馬帝國首都君士坦丁堡的君士坦丁廣場。這裡也是眾多古希臘青銅雕塑最後的避風港。尼基塔斯·霍尼亞提斯記載1203年時，君士坦丁廣場曾發生一場騷亂。當時一座巨大的銅質雅典娜雕像被「醉酒的人群」搗毀。這座雕像現在被認為就是雅典娜普羅馬科斯像。

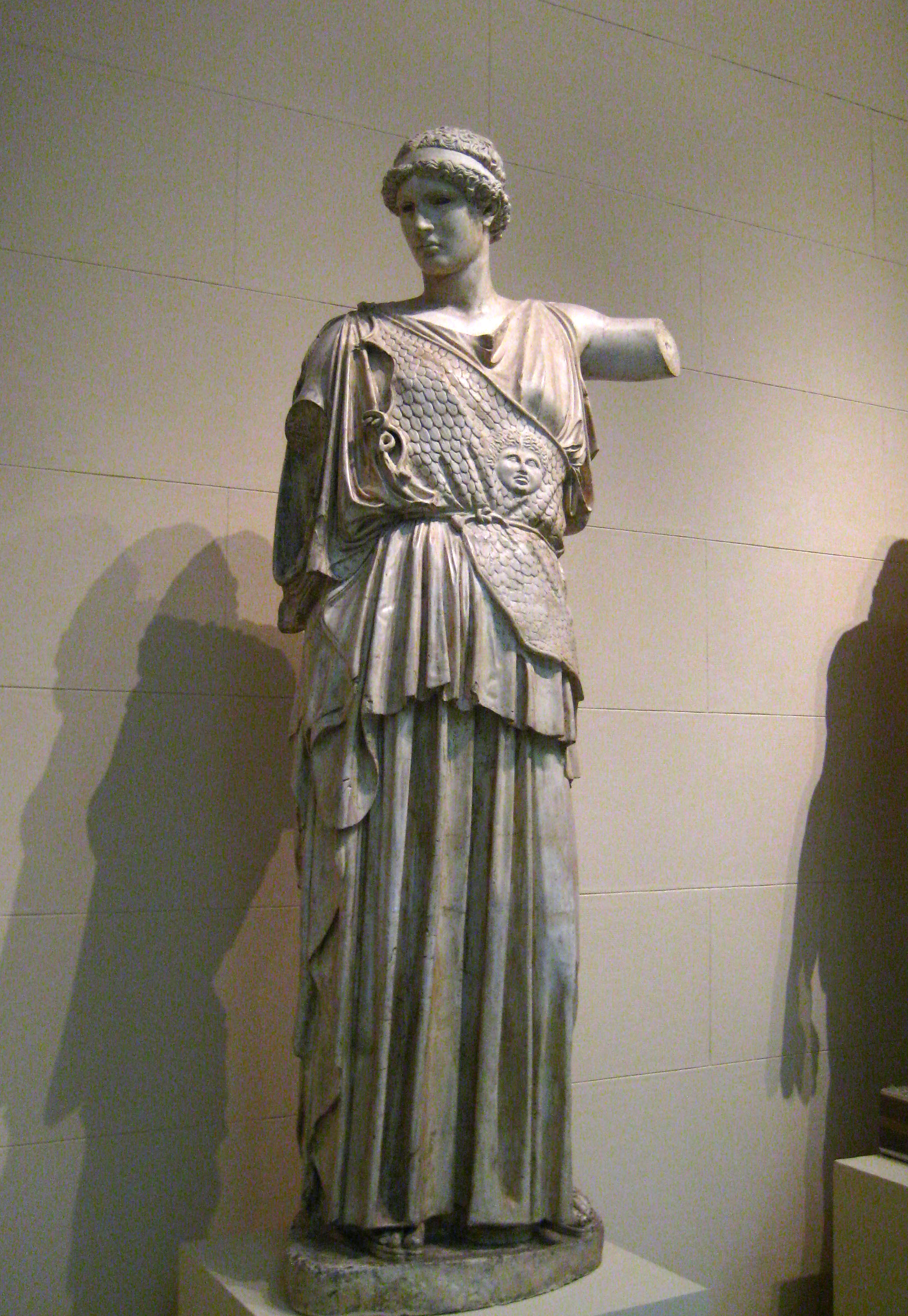
勒姆尼亞的雅典娜是一座類似的雅典娜雕像

## 外形
尼基塔斯對雅典娜普羅馬科斯像的外觀有詳細記載：
女神身穿一件至腳踝的衣服，腰部系紧腰帶，上面有一個飾有蛇形紋飾的盾牌。女神的脖子露在外面，頭頂帶著一個飾有馬毛裝飾的頭盔。女神的頭髮從頭盔下垂到額頭。在頭部後方，頭髮被編成辮子。女神的左手握著裙子的褶皺，右手向南伸出

## 硬幣上的神像
第一個刻有雅典娜普羅馬科斯像的硬幣由亞歷山大大帝在西元前326年發行。這枚硬幣的一面刻有赫拉克勒斯，另一面則刻有宙斯和雅典娜。大約10年後，雅典娜普羅馬科斯像出現在托勒密一世發行的硬幣上。
二至三世紀的硬幣是雅典娜普羅馬科斯像唯一的現存圖像。硬幣的其中一面是自北方望雅典衛城，在山門和厄瑞克忒翁神廟之間有一巨型面向西側的女性雕像。這也是證明雅典娜普羅馬科斯像曾經存在的確鑿證據。
另一組羅馬地方硬幣則僅描繪了雅典娜的半身像。在這些硬幣中，雅典娜戴著科林斯式頭盔，並留著波浪形的髮型。這些硬幣發行於2世紀前期至3世紀後期。

## 外部連結
维基共享资源上的相關多媒體資源：雅典娜普羅馬科斯像
37°58′18″N 23°43′33″E / 37.97167°N 23.72583°E